# Posse Comitatus Act
Il Posse Comitatus Act è una legge federale degli Stati Uniti d'America (18 USC 1385) del 1878 intesa a proibire alle truppe federali di supervisionare le elezioni negli ex stati confederati.

## Storia
Venne approvata il 18 giugno 1878, dopo la fine dell'era della ricostruzione. L'atto originale si riferiva esclusivamente all'esercito degli Stati Uniti.
Nel 1956 vi fu aggiunta anche l'Air Force, mentre la marina e il corpo dei marines (USMC) furono aggiunti da un decreto del Dipartimento della difesa degli Stati Uniti.

## Caratteristiche
In generale proibisce al personale militare delle forze armate degli Stati Uniti d'America e alle unità della Guardia Nazionale degli Stati Uniti sotto l'autorità federale, di agire come forze dell'ordine entro gli Stati Uniti, tranne quando espressamente autorizzate dalla Costituzione o dal Congresso.

### Limitazioni
Vi sono una serie di casi nei quali l'atto non si applica. Essi includono:
- La Guardia Nazionale degli Stati Uniti sotto il comando del governatore di uno stato;
- Le truppe quando vengono utilizzate dall'autorità federale per reprimere atti di violenza domestica, come nel caso dei disordini di Los Angeles nel 1992;
- Le truppe utilizzate sotto il comando del Presidente degli Stati Uniti in conformità all'Insurrection Act del 1807;
- In base all'art.831 del United States Code (U.S.C.), il Procuratore generale (Attorney general) può richiedere al Segretario alla difesa di fornire assistenza di emergenza nel caso in cui le forze di sicurezza civili siano inadeguate a fronteggiare determinati tipi di minaccia che prevedono l'uso di materiali nucleari, come ad esempio le armi nucleari. Tale assistenza può essere fornita da qualsiasi militare sotto il comando del Dipartimento della difesa.

### Eccezioni
Pur essendo una forza militare, la guardia costiera degli Stati Uniti, che normalmente fa capo al Dipartimento della sicurezza nazionale, è esclusa dal Posse Comitatus Act e segue l'ordinamento legislativo degli Stati Uniti, anche quando opera congiuntamente con la marina. Nel dicembre 1981 sono state approvate leggi addizionali per regolare l'uso di personale militare come supporto alle autorità civili di pubblica sicurezza e alla guardia costiera, specialmente per contrastare il traffico di droga in territorio statunitense. Gli emendamenti al Posse Comitatus Act pongono l'accento sull'assistenza tecnica e di supporto (ad esempio l'uso delle strumentazioni, delle armi, delle unità navali, della rete di informazione, supporto tecnologico, sorveglianza) mentre in genere proibiscono la partecipazione diretta del personale del Dipartimento della difesa nelle operazioni (ad esempio ricerca, cattura e arresto). Ad esempio, i Coast Guard Law Enforcement Detachments (LEDETS) sono in servizio sulle navi della marina e si occupano dell'abbordaggio delle navi sospettate di trasportare droga e, se necessario, ne arrestano l'equipaggio.
La sezione 1076 della Public Law 109-364, o "John Warner Defense Authorization Act" del 2007 (H.R.5122) ha emendato il Posse Comitatus Act e l'Insurrection Act (che pure pone dei limiti sullo spiegamento domestico dell'esercito) per permettere al governo federale di prendere il controllo unilaterale della Guardia Nazionale e posizionare le truppe federali in qualunque punto del paese durante un'emergenza pubblica.

## Il contenuto
Sec. 1385. - Relativo all'uso dell'esercito e dell'Air Force come squadre di combattimento
"Chiunque, eccetto i casi e le circostanze espressamente autorizzate dalla Costituzione o da un atto del Congresso, utilizza volontariamente parte dell'esercito o dell'Air Force come squadre di combattimento ovvero per dare esecuzione alle leggi sarà sottoposto a giudizio ovvero imprigionato per un periodo non superiore a due anni, o entrambe le cose".